# Gilchrist-Thomas-converter

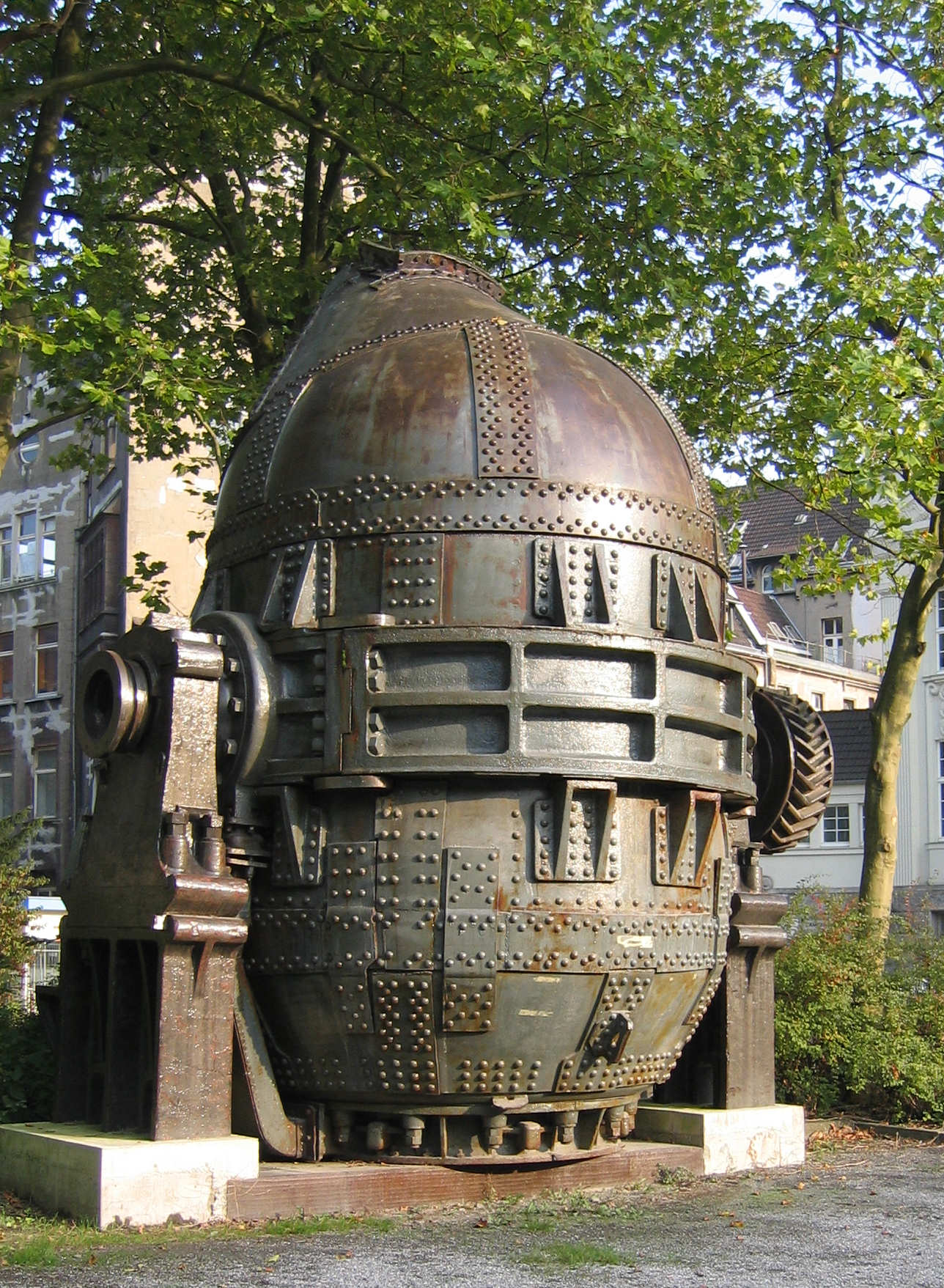
Thomasconverter van zeven meter hoog en een gewicht van 64 ton. Van 1954 tot 1964 in gebruik geweest in Dortmund.

Chemische processen naar tijd en temperatuur bij toepassing Thomasconverter.

Een Gilchrist-Thomas-converter of thomasconverter is een converter die fosforhoudend ruwijzer omzet naar staal, ook wel thomasstaal genoemd. Het Thomas-Gilchristprocedé is een verbetering van het bessemerprocedé.
Pas de laatste 130 jaar is men erin geslaagd gietijzer betrekkelijk gemakkelijk te zuiveren tot een zodanig lager koolstofgehalte (minder dan 2%) dat het staal wordt. Staal is sterker dan gietijzer, waardoor alle metaalconstructies zoals ketels en machineonderdelen sterker maar ook lichter konden gemaakt worden.

## Soorten staal
Er worden twee soorten onderscheiden:
- Ongelegeerd gietstaal bevat hoogstens 1,7% mangaan en 0,8% silicium of minder. Andere legeringselementen zijn in gietstaal niet aanwezig.
- Gelegeerd gietstaal bevat meer dan 1,7% mangaan en ten minste 0,8% aan andere legeringselementen zoals silicium. Het bezit een vrij grote sterkte en rek; het is goed bewerkbaar en goed gietbaar. Gietstaal bevat tussen 0,15 en 0,5% koolstof. De legeringen GTST 45 en 52 zijn zonder meer elektrisch en autogeen lasbaar. Bij de soorten GTST 60 en 70 zijn bijzondere voorzorgen nodig; wel zijn deze goed te vlamharden.

## Geschiedenis
De eerste belangrijke verbetering werd het bessemerprocedé (ontwikkeld door Henry Bessemer (1813-1898), naar de uitvinding van een failliete staalfabrikant uit Kentucky, William Kelly) was dat het teveel aan silicium, mangaan, maar vooral koolstof werd geoxideerd door lucht door de gesmolten ruwijzer te blazen. Bovendien verbrandde de koolstof tot koolzuurgas in de luchtstroom, zodat de koolstof als brandstof voor het proces fungeerde. Als het proces eenmaal op gang was, onderhield het zichzelf, zonder verdere toevoeging van extra brandstof.
Binnen vijf jaar kreeg het bessemerproces een rivaal in de vorm van de Siemens-Martinoven, waarin ruwijzer, ijzererts en schroot in zodanige verhoudingen werden gesmolten dat de meeste koolstof en zuurstof als koolmonoxide ontsnapten. Met dit gas werd dan de luchtstroom voorverhit. In 1900 produceerde deze voordelige methode zelfs meer staal dan het bessemerprocedé.
Beide productiemethoden hadden als nadeel dat het aanwezige fosfor onvoldoende werd verwijderd waardoor het staal broos was.

## Sidney-Gilchristprocedé
Het Lotharingse en Luxemburgse minette-erts was laagwaardig erts en bevatte veel fosfor. De bestaande converters haalden dit fosfor onvoldoende uit het staal. Op 4 april 1879 testte Sidney Gilchrist Thomas (1850-1885) zijn verbeterd productieproces. De verbetering betrof drie domeinen:

### Toeslagstoffen
Door toegenomen kennis van de chemie leerde men kalk aan het ruwijzer toevoegen om ongewenste bestanddelen, zoals een teveel aan fosfor, om te zetten in stoffen die zich met de slak vermengen. Om het staal zijn gewenste eigenschappen te geven werd magnesiakalk toegevoegd aan het gesmolten staal wanneer de conversie gedaan was. Men sprak van een base Bessemer.

### Lucht inblazen
Het oxidatieproces verwijdert onzuiverheden zoals silicium, mangaan en koolstof. Deze worden omgezet in oxiden. Deze oxiden ontsnappen als gas of vormen een drijvende slak. Hier blaast men nog lucht in terwijl in het latere oxystaalprocedé zuivere zuurstof wordt gebruikt.

### De binnenbekleding
De vuurvaste binnenbekleding van de converter speelt ook een rol in de conversie. Deze was niet bestand tegen de basische toeslagstoffen. Dolomiet wordt gebruikt als bekleding wanneer de fosforconcentratie te hoog is.
Deze nieuwe converter is gekend geraakt onder de naam van Gilchrist-Thomas-converter, naar de uitvinder, Sidney Gilchrist Thomas. De converter werd veel gebruikt en leidde tot een sterke stijging van de staalproductie.

## Kunstmest als bijproduct
Een aanvankelijk nadeel was de sterke toename van een bijproduct slak dat bij het productieproces vrijkwam. Ongebluste kalk werd aan het ruwijzer toegevoegd waardoor de pH waarde werd verhoogd en dat versoepelde de overgang van fosfor naar fosfaat (P2O5). Het teveel aan ongebluste kalk werd gebonden onder toevoeging van zand (SiO2). Dit kwam als slak bovendrijven en werd afgevangen, gekoeld en fijngemalen tot Thomasslakkenmeel. Dit bleek een zeer aantrekkelijk fosfaathoudende kunstmeststof.